# کاژیمیش زوراسکیس
کاژیمیش زوراسکیس (لهستانی: Kazimierz Żorawski؛ ‏ تلفظ لهستانی: [kaˈʑimjɛʂ]؛ ‏ ۲۲ ژوئن ۱۸۶۶ – ۲۳ ژانویهٔ ۱۹۵۳) ریاضی‌دان، و استاد دانشگاه اهل لهستان بود.

## زندگی‌نامه
کازیمیرز زوراسکیس در امپراتوری روسیه، که اکنون در لهستان است، به دنیا آمد. در سال ۱۸۸۴ تحصیلات متوسطه را در ورشو به پایان برد. وی از سال ۱۸۸۴ تا ۱۸۸۸ در دانشگاه ورشو ریاضیات خواند. در سال ۱۸۸۹ برای ادامه مطالعات ریاضیات در مورد قدرت مقاله ای در مورد مشاهداتی که در رصدخانه نجوم ورشو انجام داده بود ، انتخاب شد.

## دستاوردها
هفتاد اثر علمی پروفسور زوراسکیس عمدتاً به هندسه تحلیلی، هندسه دیفرانسیل، معادلات دیفرانسیل، سینماتیک تقارن مداوم و هندسه پیچیده غیر اقلیدسی مربوط می‌شود.